# Ньюмен (Іллінойс)
Ньюмен (англ. Newman) — місто (англ. city) в США, в окрузі Дуглас штату Іллінойс. Населення — 778 осіб (2020).

## Географія
Ньюмен розташований за координатами 39°47′49″ пн. ш. 87°59′15″ зх. д. / 39.79694° пн. ш. 87.98750° зх. д. (39.797082, -87.987637).  За даними Бюро перепису населення США в 2010 році місто мало площу 1,62 км², уся площа — суходіл.

## Демографія
Згідно з переписом 2010 року, у місті мешкало 865 осіб у 368 домогосподарствах у складі 228 родин. Густота населення становила 534 особи/км².  Було 421 помешкання (260/км²).
Расовий склад населення:
| - 99,2 % — білих - 0,2 % — чорних або афроамериканців - 0,1 % — корінних американців - 0,1 % — азіатів |

До двох чи більше рас належало 0,3 %. Частка іспаномовних становила 0,6 % від усіх жителів.
За віковим діапазоном населення розподілялося таким чином: 21,6 % — особи молодші 18 років, 54,4 % — особи у віці 18—64 років, 24,0 % — особи у віці 65 років та старші. Медіана віку мешканця становила 46,1 року. На 100 осіб жіночої статі у місті припадало 84,4 чоловіків;  на 100 жінок у віці від 18 років та старших — 82,3 чоловіків також старших 18 років.
Середній дохід на одне домашнє господарство  становив 49 028 доларів США (медіана — 42 344), а середній дохід на одну сім'ю — 57 938 доларів (медіана — 56 042). Медіана доходів становила 48 158 доларів для чоловіків та 31 750 доларів для жінок. За межею бідності перебувало 15,7 % осіб, у тому числі 27,8 % дітей у віці до 18 років та 9,3 % осіб у віці 65 років та старших.
Цивільне працевлаштоване населення становило 387 осіб. Основні галузі зайнятості: освіта, охорона здоров'я та соціальна допомога — 20,7 %, роздрібна торгівля — 18,6 %, транспорт — 12,4 %, будівництво — 10,3 %.